# Dani Martín
Daniel Martín García, noto come Dani Martín (Alcobendas, 19 febbraio 1977), è un attore e cantante spagnolo.

## Discografia

### Album
con El Canto del Loco
- 2000: El Canto del Loco
- 2002: A contracorriente
- 2003: Estados de ánimo
- 2005: Zapatillas
- 2008: Personas
- 2009: Radio la colifata presenta: El Canto del Loco

Solista
- 2010: Pequeño
- 2011: Pequeño... (Tesoro), Las Maquetas de Pequeño
- 2013: Dani Martín
- 2016: La Montaña Rusa
- 2017: Grandes Éxitos y Pequeños Desastres
- 2020: Lo Que Me Dé La Gana
- 2021: No, no Vuelve

## Filmografia parziale

### Cinema
- Sobreviviré, regia di Alfonso Albacete e David Menkes (1999)
- Sin vergüenza, regia di Joaquín Oristrell (2001)
- I Love You Baby, regia di Alfonso Albacete e David Menkes (2001)
- Torrente 3: El protector, regia di Santiago Segura (2005)
- Yo soy la Juani, regia di Bigas Luna (2006)
- Gli abbracci spezzati (Los abrazos rotos), regia di Pedro Almodóvar (2009)

### Televisione
- Al salir de clase - serie TV, 15 episodi (1999)
- Cuenta atrás - serie TV, 29 episodi (2007-2008)